# Regina (cantora)

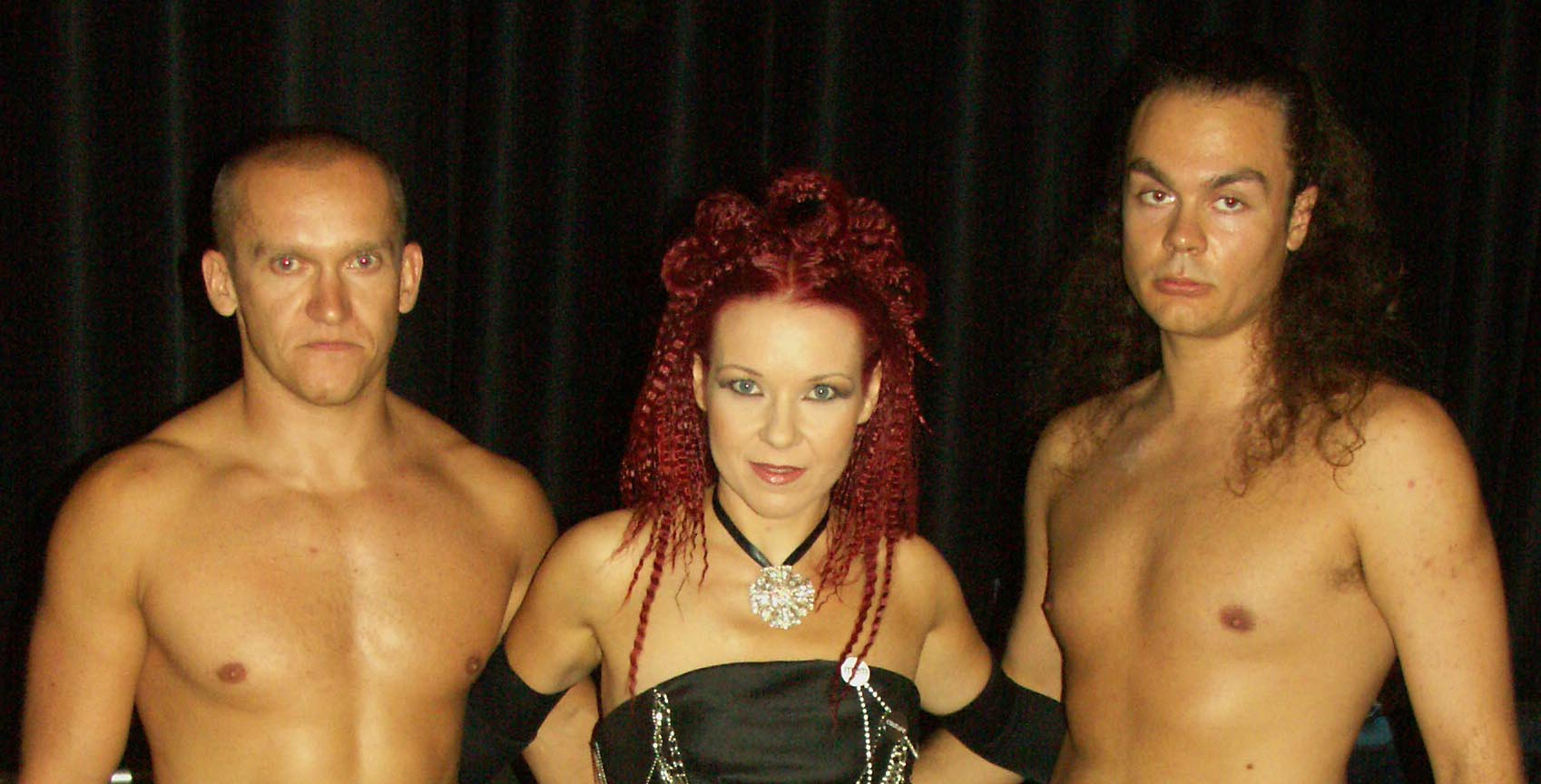
Regina ao meio, acompanhada por dançarinos.

Regina  (nome verdadeiro:  Irena Jalšovec,  (Murska Sobota Jugoslávia — atual  Eslovénia), 4 de julho de 1965-) é uma cantora eslovena, melhor conhecida por ter representado a Eslovénia no Festival Eurovisão da Canção 1996.   

## Festival Eurovisão da Canção
Regina participou por várias vezes na seleção eslovena, a EMA, como podemos ver a seguir:
- 1993: Naj ljubezen združi vse ljudi - 4º
- 1996: Dan najlepših sanj - 1º
- 1998: Glas gora - 3.º
- 2001: Zaljubljena v maj - 10.º
- 2002: Ljubezen daje moč - Semifinal
- 2004: Plave očij - 12.º
- 2005: Proti vetru - 9.º
- 2016: Alive in Every Way (Aleksander Kogoj, Jon Dobrun/Jon Dobrun/Aleksander Kogoj)

A canção com que venceu a final eslovena "Dan najlepših sanj"   teve um grande sucesso na Eslovénia, mas na final do Festival Eurovisão da Canção 1996 que teve lugar em Oslo, não foi além do 21.º lugar (entre 23 participantes).
Regina lançou sete álbuns e atualmente combina a sua carreira de cantora com a produção de trabalhos áudio.

## Discografia

### Álbuns
- Regina (1988)
- Novo leto
- Ave Maria
- Liza ljubi jazz (1994)
- Religija ljubezni (1995)
- Dan najlepših sanj - Eurosong '96 - Slovenian entry
- Dan najlepših sanj (1996)
- Moje ime (2000)
- Čaša ljubezi (2003)
- Tebe pa ni (2012)
- Ljubezen beži (2015)

Ljubezen beži; Pokliči ljubezen; Ritem ulice